# Lucio Geganio Macerino
Lucio Geganio Macerino (fl. IV secolo a.C.) è stato un politico e militare romano.

## Tribunato consolare
Nel 378 a.C. fu eletto tribuno consolare con Quinto Servilio Fidenate, Licinio Menenio Lanato, Marco Orazio Pulvillo, Publio Clelio Sículo e Spurio Furio Medullino.
Mentre a Roma Patrizi e Plebei dibattevano sulla questione dei cittadini romani condotti in schiavitù, a causa dei debiti non onorati, i Volsci iniziarono a razziare la campagna romana.
Subito fu organizzata una campagna militare, e l'esercito fu diviso in due; Spurio e Marco Orazio entrarono nel territorio dei Volsci lungo la fascia costiera, mentre Quinto Servilio e Lucio Geganio guidavano l'esercito, seguendo una direttrice più interna.
Poiché i Volsci rifiutarono il combattimento in campo aperto, i romani si limitarono a saccheggiarne le campagne.